# Urueñas
Urueñas è un comune spagnolo di 111 abitanti situato nella comunità autonoma di Castiglia e León.